# Делл Лой Хансен
Делл Лой Хансен (англ. Dell Loy Hansen; нар. 1951 чи 1952, Селайна, США) — американський бізнесмен, підприємець, філантроп. Він є засновником і генеральним директором Wasatch Group, інвестиційної компанії в нерухомість і був власником Реал Солт-Лейк.

## Життєпис
Хансен народився в Селайна, штат Юта. Його батько працював у Службі охорони ґрунтів, а мати, шкільною вчителькою. У 1982 році закінчив Школу бізнесу Джона М. Хантсмана при Університеті штату Юта зі ступенем бакалавра політології.
Делл Лой Хансен відкрив бізнес з будівництва будинків, який закрився під час кризи заощаджень і кредитів у 1988 році. Пізніше того ж року Хансен заснував Wasatch Group, взявши у Resolution Trust Corporation конфісковану державою нерухомість для перепродажу. Пізніше компанія поширилася на розвиток та управління комерційними офісами, включаючи власність на багатоповерхові будівлі в районі Солт-Лейк-Сіті. Станом на 2013 рік Wasatch Group керує 65 об’єктами нерухомості на заході Сполучених Штатів, вартістю приблизно 1,3 мільярда доларів США і налічує 500 працівників. Хансен також володіє компанією Broadway Media, яка керує кількома радіостанціями в Юті.

## Особисте життя
Хансен і його перша дружина Карла Актелл мали восьмеро дітей. Пізніше він одружився в 1997 році з Ліннет Хансен. Зараз Хансен одружений з Джулі Ейкен Хансен. Хансен також є завзятим колекціонером монет.

## Відбудова будинків і шкіл Україні
Фонд американського благодійника Делла Лоя Хансена долучиться до створення на Київщині реабілітаційного госпіталю для військових і цивільних. 
Крім того, БФ «Місія Хансена в Україні» разом із партнерами планує відновити 10 шкіл на Київщині, які були зруйновані внаслідок російського вторгнення. Благодійники посприяють у зведенні укриттів для учнів і розглянуть можливість добудови освітніх закладів, які почали споруджувати ще до початку повномасштабної війни. Так, до 1 вересня 2025 року нова школа з'явиться в селі Тарасівка в «Містечку Хансена», де зможуть навчатися близько 700 дітей.
Американський благодійник Делл Лой Хансен також має намір виділити кошти на благодійні програми в Україні та створити ще більше місць для проживання у так званих «Містечках Хансена».